# アレックス・ファン・ヴァーメルダム
アレックス・ファン・ヴァーメルダム（Alex van Warmerdam、1952年8月14日 - ）は、オランダの脚本家、映画監督、俳優である。妻は同じくオランダの女優のアネット・マルヘルベである。

## キャリア
1970年代より短編映画やテレビ映画に出演した。
1986年にフィーチャー映画『アベル』で監督デビューを果たす。彼はこの映画で主演・脚本も兼任した。
2013年には『ボーグマン』が第66回カンヌ国際映画祭のコンペティション部門で上映され、パルム・ドールを争った。

## フィルモグラフィ

### 短編・テレビ映画
- Adelbert (1977) 短編、出演[2]
- Entree Brussels (1978) テレビ映画、脚本・出演[3]
- Hauser Orkater: Zie de mannen vallen (1979) テレビ映画、脚本・出演
- Gossamer (1980) テレビ映画、出演

### フィーチャー映画
- アベル Abel (1986) 監督・脚本・出演
- De Noorderlingen (1992) 監督・脚本・出演
- ドレス De jurk (1996) 監督・脚本・製作・出演
- 楽しい我が家 Kleine Teun (1998) 監督・脚本・製作・音楽・出演
- Grimm (2003) 監督・脚本・製作・音楽
- Ober (2006) 監督・脚本・製作・出演
- De laatste dagen van Emma Blank (2009) 監督・脚本・音楽・出演
- ボーグマン Borgman (2013) 監督・脚本・出演